# World Rugby Women's Sevens Series 2021-2022
Ne doit pas être confondu avec World Rugby Sevens Series 2021-2022.
Navigation
2019-2020 2022-2023
Les World Rugby Women's Sevens Series 2021-2022, officiellement le tournoi féminin des HSBC World Rugby Sevens Series, est la 9e édition de la série mondiale féminine de rugby à sept, la plus importante compétition internationale de rugby à sept.
Après une édition 2019-2020 perturbée par la pandémie de Covid-19, puis une édition 2021 annulée, la compétition doit faire son retour sur la période 2021-2022. L'Australie est sacrée championne du tournoi au terme de la saison.

## Annulation de l'édition 2021
Initialement, le circuit féminin des Sevens Series est composé de cinq étapes pour la saison 2020-2021. La compétition doit initialement s'ouvrir au mois de mai 2021 avec une édition double, avant une coupure estivale en vue des Jeux olympiques. Les trois dernières sont ensuite organisées de manière conjointe avec celles du circuit masculin, à l'automne. À l'instar de la saison 2019-2020, l'édition 2021 est également perturbée par la pandémie de Covid-19. Un mois et demi avant son ouverture, les deux étapes françaises sont reportées à une date ultérieure ; après un premier report vers une étape unique à Paris au mois d'octobre, le tournoi français est annulé au mois d'août. Le tournoi de Hong Kong, initialement organisé en novembre, est lui aussi annulé dès le mois d'août,. L'étape du Cap est annulée au mois de septembre. Les séries 2021 sont de fait annulées dans leur format initial, conduisant à un remaniement en vue de la saison sportive 2021-2022. L'étape de Dubaï, seul tournoi n'ayant pas fait l'objet d'une annulation, doit ainsi ouvrir le nouveau calendrier 2021-2022.
En compensation de l'annulation de l'édition 2021, deux tournois au format réduit à quatre équipes sont planifiés en marge des deux étapes masculines des Sevens Series, à Vancouver puis Edmonton.

## Présentation
Le circuit féminin des Sevens Series est initialement composé de sept étapes pour la saison 2021-2022. Six des étapes sont organisées de manière conjointe avec celles du circuit masculin. Le tournoi de Hong Kong est finalement annulé avant l'ouverture de la saison, en raison des incertitudes liées aux restrictions de voyage.
- Premier bloc : tournois de Dubaï
- Deuxième bloc : tournois d'Espagne
- Troisième bloc : tournoi du Canada
- Quatrième bloc : tournoi de France

Au terme de chaque étape, des points sont attribués à chaque équipe en fonction de leur classement. L'équipe comptant le plus de points à la fin du circuit remporte le titre.
L'équipe permanente comptant le moins de points à l'issue du circuit est reléguée et remplacée par celle ayant remporté le tournoi qualificatif de Hong Kong.

## Équipes
À titre exceptionnel après cette année olympique, les équipes d'Angleterre, d'Écosse et du pays de Galles devaient concourir sous le maillot de la Grande-Bretagne pour l'édition 2021. Dans le cadre de l'accord initialement conclu, la Grande-Bretagne participe en tant que telle pour l'année civile 2021, avant de laisser placer à l'Angleterre pour les tournois de 2022,.
Onze équipes participent aux Sevens Series en tant qu'équipes permanentes :
- Angleterre
- Australie
- Brésil
- Canada
- Espagne
- États-Unis
- Fidji
- France
- Irlande
- Nouvelle-Zélande
- Russie

Les équipes suivantes sont invitées pour participer en tant que 12e voire 11e équipe à au moins un des tournois :
- Afrique du Sud
- Belgique
- Écosse
- Japon
- Mexique
- Pologne
- Portugal

Plusieurs équipes, bien qu'elles aient le statut d'équipes permanentes, ne participent pas à certaines étapes.
L'équipe de Nouvelle-Zélande manque ainsi les premières étapes, en raison des difficultés de déplacements liées à la pandémie de Covid-19 ; elle fait son retour à l'occasion de ce tournoi du Canada. Celle des Fidji manque pour des raisons similaires les deux étapes espagnoles.
La Russie ne participe pas aux deux derniers tournois en raison de la suspension de la Fédération russe et de ses équipes nationales par World Rugby, en lien avec les événements récents liés à l'invasion de l'Ukraine par la Russie.

## Étapes
| Étape   | Date                     | Lieu                                | Vainqueur        |
| ------- | ------------------------ | ----------------------------------- | ---------------- |
| Dubaï   | 26 au 27 novembre 2021   | The Sevens Stadium, Dubaï           | Australie        |
| Dubaï   | 3 au 4 décembre 2021     | The Sevens Stadium, Dubaï           | Australie        |
| Espagne | 21 au 23 janvier 2022    | Stade Ciudad de Malaga (es), Malaga | États-Unis       |
| Espagne | 28 au 30 janvier 2022    | Stade de La Cartuja, Séville        | Australie        |
| Canada  | 30 avril au 1er mai 2022 | Stade Starlight, Langford           | Australie        |
| France  | 20 au 22 mai 2022        | Stade Ernest-Wallon, Toulouse       | Nouvelle-Zélande |

## Classement général
| Rang               | Équipe               | Dubaï #1 | Dubaï #2 | Malaga | Séville | Langford | Toulouse | Total |
| ------------------ | -------------------- | -------- | -------- | ------ | ------- | -------- | -------- | ----- |
| Médaille d'or      | Australie            | 20       | 20       | 16     | 20      | 20       | 18       | 80    |
| Médaille d'argent  | France               | 16       | 16       | 14     | 12      | 14       | 12       | 60    |
| Médaille de bronze | Fidji                | 18       | 18       | 1      | -       | 8        | 16       | 60    |
| 4                  | Irlande              | 4        | 8        | 12     | 18      | 16       | 14       | 60    |
| 5                  | Nouvelle-Zélande (T) | -        | -        | -      | -       | 18       | 20       | 57    |
| 6                  | États-Unis           | 8        | 12       | 20     | 14      | 10       | 8        | 56    |
| 7                  | Canada               | 6        | 6        | 10     | 8       | 12       | 10       | 40    |
| 8                  | Russie               | 14       | 14       | 18     | 10      | -        | -        | 37    |
| 9                  | Angleterre           | 6        | 2        | 8      | 16      | 3        | 1        | 33    |
| 10                 | Espagne              | 3        | 10       | 4      | 6       | 6        | 2        | 26    |
| 11                 | Brésil               | 10       | 4        | 2      | 4       | 4        | 6        | 24    |
| 12                 | Grande-Bretagne      | 12       | 3        | -      | -       | -        | -        | 15    |
| 13                 | Pologne              | -        | -        | 6      | 3       | -        | -        | 9     |
| 14                 | Belgique             | -        | -        | 3      | 2       | -        | -        | 5     |
| 15                 | Écosse               | -        | -        | -      | -       | -        | 4        | 4     |
| 16                 | Afrique du Sud       | -        | -        | -      | -       | -        | 3        | 3     |
| 17                 | Japon                | -        | -        | -      | -       | 2        | -        | 2     |
| 18                 | Portugal             | -        | -        | -      | 1       | -        | -        | 1     |
| 19                 | Mexique              | -        | -        | -      | -       | 1        | -        | 1     |

|  | Qualifiée pour l'édition suivante. |
|  | Reléguée.                          |
|  | Équipe invitée.                    |
|  | T : tenante du titre P : promue    |

Après chaque étape, les points sont attribués à chaque équipe suivant le barème suivant :
| Rang | Points | Rang | Points |
| ---- | ------ | ---- | ------ |
| 1    | 20     | 7    | 8      |
| 2    | 18     | 8    | 6      |
| 3    | 16     | 9    | 4      |
| 4    | 14     | 10   | 3      |
| 5    | 12     | 11   | 2      |
| 6    | 10     | 12   | 1      |

Étant donné les impacts de la pandémie de Covid-19 sur la participation de certaines équipes permanentes, un barème spécial est instauré pour cette édition. Ainsi, seules les quatre meilleures performances sur les six tournois sont retenues afin d'établir le classement final de la compétition.
La Grande-Bretagne ayant participé aux deux tournois d'ouverture en tant qu'équipe rassemblant les joueuses anglaises, écossaises et galloises, un total de 50 % des points acquis pendant ces tournois est attribuée à l'Angleterre pour ces deux dates.
Dans le cadre de la sanction appliquée à la Fédération russe, le nombre de points cumulé par la Russie est réduit au prorata. Ayant participé à quatre des six étapes, soit environ 33 % de la saison, le nombre de points total passe de 56 à 37 points.

## Classements individuels et distinctions

### Meilleures marqueuses
| Rang | Joueuse                 | Essais marqués |
| ---- | ----------------------- | -------------- |
| 1    | Amee-Leigh Murphy Crowe | 36             |
| 2    | Charlotte Caslick       | 31             |
| 3    | Faith Nathan            | 29             |
| 4    | Thalia Costa            | 26             |
| 5    | Joanna Grisez           | 24             |
| 5    | Maddison Levi           | 24             |

### Meilleures réalisatrices
| Rang | Joueuse                 | Points marqués |
| ---- | ----------------------- | -------------- |
| 1    | Jade Ulutule            | 226            |
| 2    | Amee-Leigh Murphy Crowe | 180            |
| 3    | Lucy Mulhall            | 169            |
| 4    | Charlotte Caslick       | 155            |
| 5    | Faith Nathan            | 145            |